# Énergie à Sao Tomé-et-Principe
Le secteur économique de l'énergie a Sao Tomé-et-Principe occupe une place prédominante dans le pays.
Elle fait appel esszntiellement aux produits pétroliers.

## Géographie
Sao Tomé-et-Principe est un État insulaire d'Afrique centrale, l'un des plus petits pays d'Afrique. Il occupe un archipel situé dans le golfe de Guinée, à 239 km des côtes du Gabon (São Tomé) et 216 km de la Guinée équatoriale (Principe).
Il est formé de deux îles principales, São Tomé au sud-ouest et Principe au nord-est, se trouvant entre les deux îles équato-guinéennes de Bioko au nord et d'Annobón au sud. L'ensemble du territoire couvre une superficie d'environ 1 000 km2.

## Contexte
L'électricité à São Tomé et Príncipe est dominée par des sources d'énergie fossile (diesel importé). Comme le montrent les données de 2021, la consommation totale d'électricité par personne est nettement inférieure à la moyenne mondiale. Environ 80 % de la population de Sao Tomé-et-Principe a accès à l’électricité. Aucune électricité n'est produite à partir de sources d'énergie décarbonée.
De fait, la dépendance aux combustibles fossiles ont un effet polluant et il manque des investissements dans des technologies propres et durable.
São Tomé et Príncipe est un pays de petite taille dont les ressources sont faibles, néanmoins, en raison de son emplacement géographique, il présente un potentiel évident pour l'exploitation de l'énergie solaire et éolienne.

## Énergie
Le bilan énergétique 2020 de l'AFREC montre que l'approvisionnement total en énergie primaire était de 170 ktep. La biomasse (bois de chauffage et charbon de bois) est utilisée pour les besoins domestiques.
Le production est totalement thermique. Seuls 17,3 MW de capacité de production installée sont disponibles pour une pointe estimée à 21 MW.
Les infrastructures réseau et production sont âgée et détériorées, avec pour conséquence de longues et fréquentes coupures pour les consommateurs.
La part de la consommation d'électricité est de 77% pour les ménages, 23% pour le commerce et le secteur public.

## Électricité décarbonée
De 2002 à 2021 aucune électricité n'a été produite à partir de productions décarbonées comme 'hydroélectricité, le Solaire et l'éolien.

## Développement d'énergies alternatives
Le pays s’est engagé à réduire sa dépendance au fossile en augmentant dans son mix la proportion d’énergies renouvelables  de 5 % à 50 % d’ici 2030.
Afin d' augmenter la capacité de production, le gouvernement pense atténuer le déficit d’approvisionnement en sécurisant les producteurs d’électricité indépendants pour 40 MW d’énergie solaire photovoltaïque et 12 MW de biomasse
L’opérateur Empresa de Água e Eletricidade (EMAE) étudie le développement d'une stratégie de stockage d’énergie à partir d'une production photovoltaïque et ainsi stabiliser le réseau.
En mai 2022, le gouvernement de São Tomé-et-Príncipe lanc un appel d’offres pour la construction d’une centrale solaire photovoltaïque de 1,5 MWp au sud de Santo Amaro, un projet financé par la Banque africaine de développement. La première phase du projet commence par l’installation de centrales photovoltaïques à l’aéroport national de Sao Tomé, ainsi que sur l’ île de Príncipe.
Le 23 août 2023 la société britannique Global OTEC Resources et Enogia SA, fabricant français de micro-turbines ont annoncé la signature d’un protocole d’accord pour développer une plateforme flottante de conversion de l’énergie thermique des océans (OTEC) de 1,5 MW au large des côtes de Sao Tomé-et-Principe.